# Вільгельм Зюссманн
Вільгельм Зюссманн (нім. Wilhelm Süssmann; нар. 16 вересня 1891, Узедом, Померанія — пом. 20 травня 1941, Егіна, Саронічні острови) — німецький воєначальник, генерал-лейтенант Люфтваффе в роки Другої світової війни 1939–1945.

## Біографія
Військова кар'єра
- 27 жовтня 1909 — фанен-юнкер
- 16 червня 1910 — фенріх
- 16 червня 1911 — лейтенант
- 18 червня 1915 — оберлейтенант
- 15 липня 1918 — гауптман

- 25 вересня 1920 — гауптман поліції
- 4 квітня 1928 — майор поліції
- 20 квітня 1934 — оберстлейтенант поліції

- 1 серпня 1935 — оберстлейтенант
- 1 квітня 1936 — оберст
- 1 січня 1939 — генерал-майор
- 1 грудня 1940 — генерал-лейтенант

Вільгельм Зюссманн почав свою військову кар'єру 27 жовтня 1909, поступивши фанен-юнкером до 22-го піхотного полку. З 1 січня 1914 по 26 листопада 1914 року він був ад'ютантом 2-го батальйону 22-го піхотного полку.
З початком Першої світової війни на фронті, 27 листопада 1914 поступив на курси повітряних спостерігачів, де навчався до 21 червня 1915 року. Проходив службу в різнорідних авіаційних підрозділах Люфтштрейткрафте, що билися на Західному фронті. У лютому-травні 1918 — командир 205-го авіаційного ескадрону, надалі служив в штабі 49-ї резервної дивізії імперської армії. Перший час після закінчення війни проходив службу командиром піхотної роти 22-го піхотного полку, з квітня до травня 1919 — командир батальйону.
31 грудня 1919 виведений у запас, влаштувався до поліції. З 1920 до 1935 року на різних посадах у поліції Веймарської республіки; остання посада — начальник штабу інспекційного центру поліції в Магдебурзі.
1 серпня 1935 повернувся на військову службу до Вермахту, став начальником школи повітряних спостерігачів Люфтваффе в Брауншвейзі. Потім перевівся до Генерального штабу повітряних сил Третього Рейху. З 12 березня 1936 до 31 березня 1938 — начальник штабу 1-го Повітряного командування Люфтваффе. З 1 квітня до 31 жовтня 1938 командир 254-ї, потім — 155-ї бомбардувальних ескадр.
З 1 травня 1939 командир 55-ї бомбардувальної ескадри Люфтваффе. 1 жовтня 1940 очолив 7-му повітряну дивізію повітрянодесантних військ Третього Рейху, на чолі якої взяв участь в операції «Меркурій». Загинув у перший же день повітрянодесантної операції, коли планер DFS 230, на борту якого перебував командир дивізії з офіцерами свого штабу, випадково відірвався від транспортного літака, втратив управління та впав на грецькому острові Егіна серед Саронічних островів.

## Нагороди
- Залізний хрест 2-го і 1-го класу
- Нагрудний знак військового пілота (Пруссія)
- Нагрудний знак «За поранення» в сріблі
- Почесний хрест ветерана війни з мечами
- Медаль «За вислугу років у Вермахті» 4-го, 3-го, 2-го і 1-го класу (25 років)
- Іспанський хрест в сріблі з мечами
- Застібка до Залізного хреста 2-го і 1-го класу
- Комбінований Знак Пілот-Спостерігач